# Schlacht von Orchomenos
Erster Mithridatischer Krieg (89–85 v. Chr.)

Amnias – Protopachium – Rhodos – Athen und Piräus – Chaironeia – Orchomenos – Tenedos I
Zweiter Mithridatischer Krieg (83–81 v. Chr.)

Halys
Dritter Mithridatischer Krieg (73–63 v. Chr.)

Chalkedon – Kyzikos – Rhyndacus – Granicus und Aesepus – Lemnos – Tenedos II – Herakleia – Cabira I – Tigranokerta – Artaxata – Nisibis – Cabira II – Comana – Zela – Lykos (Nicopolis)
Die Schlacht bei Orchomenos fand im Jahre 86 v. Chr. bei der Stadt Orchomenos in Böotien zwischen den Römern und einer Armee aus Pontos statt. Die römischen Truppen wurden von Sulla, die pontischen Truppen von Archelaos, dem Feldherrn Mithridates’ VI., geführt.

## Vorgeschichte
Aufgrund der Ausbeutung der römischen Provinz Asia (Westküste der heutigen Türkei) durch die römischen Steuereintreiber kam es in Kleinasien zu Aufständen. Auf Befehl des Mithridates wurden 88 v. Chr. etwa 80.000 Italiker getötet (die so genannte Vesper von Ephesos). Daraufhin befanden sich weite Teile Griechenlands im Aufstand gegen Rom. Nach dem Sieg bei Chaironeia wollte sich Sulla mit den Truppen des Lucius Valerius Flaccus treffen, ohne jedoch zu ahnen, dass dieser ihm feindlich gesinnt war. Auf dem Weg zum vereinbarten Treffpunkt erfuhr Sulla von der Landung des pontischen Feldherren Dorylaios bei Chalkis. Dieser wollte sich mit etwa 80.000 Mann mit den verbliebenen Truppen des Archelaos verbünden, um gemeinsam gegen die 15.000 Römer zu marschieren. Nachdem sich Sulla der neuen Gefahr bewusst geworden war, drehte er umgehend mit seinen Truppen um. Archelaos hatte mittlerweile den Oberbefehl über die neuen Verstärkungen inne und begann sich erste Gefechte mit den Römern zu liefern. Nach ersten Geplänkeln änderte Archelaos jedoch seine Taktik und versuchte die Römer in einem Abnutzungskrieg mit seinen berittenen Bogenschützen zu zermürben. Warum er das relativ flache Gelände bei Orchomenos jedoch erst spät für eine Attacke seiner starken Kavallerie nutzte und ein festes Lager errichten ließ, bleibt unklar. 

## Die Schlacht
Nachdem Archelaos den Großteil seiner Armee feste Positionen einnehmen hatte lassen, begann Sulla Gräben auszuheben, um Kavallerieangriffe zu erschweren. Die Pontier begannen nun die Arbeiter an den Gräben und die sie beschützenden Truppen anzugreifen. Bei einem dieser Angriffe starb der Stiefsohn des Archelaos. Den entscheidenden Angriff des Archelaos konnte Sulla zurückschlagen und seinerseits die Armee des Gegners völlig aufreiben und dessen Lager zerstören. 

## Folgen
Mit dem Sieg bei Orchomenos endete der erste mithridatische Krieg zwischen Rom und Pontus. Mithridates konnte einen vergleichsweise günstigen Frieden mit Sulla schließen. Die griechischen Städte, die sich gegen Rom erhoben hatten, mussten jedoch das Zehnfache der Summe, 20.000 Talente, an Rom zahlen, um Frieden zu erhalten. 